# Crush (álbum de 2NE1)
Crush é o segundo e último álbum em coreano do grupo feminino sul-coreano 2NE1. O single foi lançado digitalmente em 27 de fevereiro de 2014. É o primeiro lançamento desde 2NE1 2nd Mini Album e segundo álbum completo depois de To Anyone.

## Faixas

### Edição coreana
1. "Crush" - 3:14
2. "Come Back Home" - 3:50
3. "Gotta Be You" (너 아님 안돼; Neo Anim Andwae) - 3:52
4. "If I Were You" (살아 봤으면 해; Sara Bwasseumyeon Hae) - 3:30
5. "Good to You" (착한 여자; Chakhan Yeoja)	- 3:41
6. "MTBD (CL solo)" (멘붕; Menbung) - 3:16
7. "Happy" - 3:37
8. "Scream" (Korean Version) - 3:40
9. "Baby I Miss You" - 3:12
10. "Come Back Home" (Unplugged Version) - 3:14

### Edição japonesa
1. "Crush" - 3:14
2. "Come Back Home" - 3:49
3. "Gotta Be You" - 3:53
4. "Do You Love Me" - 3:35
5. "Happy" - 3:37
6. "Falling in Love" - 3:46
7. "I Love You" - 3:57
8. "If I Were You" - 3:30
9. "Missing You" - 3:39
10. "Come Back Home" (Unplugged Version) - 3:14

## Gráficos

### Álbum coreano
| País                             | Gráfico              | Posição gráfico |
| -------------------------------- | -------------------- | --------------- |
| Coreia do Sul (Gaon Music Chart) | Weekly Albums Chart  | 2               |
| Coreia do Sul (Gaon Music Chart) | Monthly Albums Chart | 4               |
| Estados Unidos (Billboard)       | World Albums         | 2               |
| Estados Unidos (Billboard)       | Independent Albums   | 9               |
| Estados Unidos (Billboard)       | Billboard 200        | 61              |

### Álbum japonês
| País           | Gráfico             | Posição gráfico |
| -------------- | ------------------- | --------------- |
| Japão (Oricon) | Daily Albums Chart  | 2               |
| Japão (Oricon) | Weekly Albums Chart |                 |

### Singles
| "Come Back Home" | 1 | 2 |
| "Gotta Be You"   | 3 | 4 |

### Outras canções cartografado
| "Crush"                             | 7  | 9  |
| "If I Were You"                     | 8  | 8  |
| "Good to You"                       | 11 | 11 |
| "MTBD" (CL solo)                    | 15 | 16 |
| "Happy"                             | 14 | 17 |
| "Scream"                            | 17 | 18 |
| "Baby I Miss You"                   | 16 | 22 |
| "Come Back Home" (versão unplugged) | 28 | 39 |

### Sales and certifications

#### Álbum coreano
| Gráfico           | Quantidade |
| ----------------- | ---------- |
| Gaon Album Chart  | 60,948     |
| Nielsen SoundScan | 5,000      |
| Oricon            | 7,000      |

#### Álbum japonês
| Gráfico | Quantidade |
| ------- | ---------- |
| Oricon  | 12,119     |

## Histórico de lançamento

### Álbum coreano
| Região        | Data                    | Gravadora                 | Formato                          |
| ------------- | ----------------------- | ------------------------- | -------------------------------- |
| Coreia do Sul | 27 de fevereiro de 2014 | YG Entertainment KT Music | Download digital                 |
| Coreia do Sul | 7 de março de 2014      | YG Entertainment KT Music | CD                               |
| Japão         | 19 de março de 2014     | YGEX Avex Trax            | CD, Download digital             |
| Taiwan        | 3 de abril de 2014      | Warner Music Taiwan       | CD+Pendant (preto) CD+DVD (rosa) |
| Filipinas     | 29 de março de 2014     | Warner Music Philippines  | CD                               |

### Álbum japonês
| Data                | Versão            | N º de catálogo | Formato           | Gravadora |
| ------------------- | ----------------- | --------------- | ----------------- | --------- |
| 25 de junho de 2014 | Type A            | AVCY-58236~7/B  | 2CD+DVD+Photobook | Avex      |
| 25 de junho de 2014 | Type B            | AVCY-58238/B    | CD+DVD            | Avex      |
| 25 de junho de 2014 | Type C            | AVCY-58239      | CD                | Avex      |
| 25 de junho de 2014 | Type D            | AVC1-58240/B    | CD+DVD            | Avex      |
| 25 de junho de 2014 | Music Card Type A | AQZ1-76335      | Download digital  | Avex      |
| 25 de junho de 2014 | Music Card Type B | AQZ1-76336      | Download digital  | Avex      |